# Hryhorij Chyżniak
Hryhorij Mykołajowycz Chyżniak (ukr. Григорій Миколайович Хижняк; ur. 16 lipca 1974 w Mikołajowie, zm. 5 października 2018 w Kijowie) – ukraiński koszykarz grający na pozycji środkowego, reprezentant kraju.

## Osiągnięcia
Na podstawie, o ile nie zaznaczono inaczej.
Drużynowe
- Mistrz:
  - Ukrainy (1996, 1997, 2000, 2006)
  - Litwy (2001)
- Wicemistrz:
  - Eurocup (2005)
  - Północnoeuropejskiej Ligi Koszykówki (2001)
  - Rosji (1999)
  - Hiszpanii (2003)
  - Ukrainy (1998, 2007, 2010)
  - Litwy (2002)
- Brąz:
  - mistrzostw Rosji (2006)
  - pucharu Grecji (2004)
- 4. miejsce w EuroChallenge (2006)
- Zdobywca pucharu Ukrainy (2007)

Indywidualne
- MVP meczu gwiazd ligi litewskiej (2001)
- Uczestnik meczu gwiazd ligi litewskiej (2001, 2002)
- Lider w:
  - zbiórkach ligi litewskiej (2001)
  - blokach:
    - Euroligi (2001, 2002)
    - EuroChallenge (2004)
    - ligi:
      - ukraińskiej (2008)
      - litewskiej (2001, 2002)
      - greckiej (2004)

Reprezentacja
- Uczestnik mistrzostw Europy (1997 – 13. miejsce, 2003 – 14. miejsce)